# Hermbstaedtia
Hermbstaedtia is een geslacht uit de amarantenfamilie (Amaranthaceae). De soorten uit het geslacht komen voor in Kenia en in het zuid-tropische en zuidelijke deel van Afrika.

## Soorten
- Hermbstaedtia angolensis C.B.Clarke
- Hermbstaedtia argenteiformis Schinz
- Hermbstaedtia caffra (Meisn.) Moq.
- Hermbstaedtia capitata Schinz
- Hermbstaedtia exellii (Suess.) C.C.Towns.
- Hermbstaedtia fleckii (Schinz) Baker & C.B.Clarke
- Hermbstaedtia glauca (J.C.Wendl.) Rchb. ex Steud.
- Hermbstaedtia gregoryi C.B.Clarke
- Hermbstaedtia linearis Schinz
- Hermbstaedtia nigrescens Suess.
- Hermbstaedtia odorata (Burch.) T.Cooke
- Hermbstaedtia scabra Schinz
- Hermbstaedtia schaeferi (Schinz) Schinz & Dinter
- Hermbstaedtia spathulifolia (Engl.) Baker

... · 
Achyranthes · 
Aerva ·
Alternanthera ·
Amaranthus (Amarant) · 
Atriplex (Melde) · 
Axyris · 
Bassia (Zoutkruid) · 
Beta (Biet) · 
Blitum (Spiesganzenvoet) · 
Celosia · 
Chenopodium (Ganzenvoet) · 
Corispermum (Vlieszaad) · 
Dysphania · 
Halimione (Zoutmelde) · 
Halocnemum · 
Halothamnus · 
Haloxylon · 
Kochia · 
Krascheninnikovia · 
Polycnemum (Knarkruid) · 
Patellifolia · 
Ptilotus · 
Pupalia ·
Salicornia (Zeekraal) · 
Salsola (Loogkruid) · 
Spinacia · 
Suaeda · 
Traganum · 
...